# 庫林 (巴赫馬奇區)
51°7′55″N 32°47′57″E / 51.13194°N 32.79917°E
庫林（烏克蘭語：Курінь），是烏克蘭北部的村莊，隸屬切爾尼希夫州的尼任區。該村始建於1648年，面積7平方公里，海拔高度149米，2006年人口4,015，人口密度每平方公里573.6人。